# Henrik Olsson (handbollsspelare)
Henrik Olsson, född 14 januari 1994 i Solna, är en svensk handbollsspelare (mittnia). Han spelar sedan 2023 för Hammarby IF. Olsson är son till tidigare spelaren och tränaren Staffan Olsson.

## Klubbkarriär
Henrik Olsson började spela handboll i den tyska föreningen TSV Melsdorf i Kiel, då hans far Staffan Olsson var handbollsproffs i storklubben THW Kiel. Efter att familjen flyttat hem till Sverige och Stockholm, började Henrik Olsson spela för IFK Tumbas ungdomslag. Redan 2010 började han spela för Tumbas seniorlag och var om att kvalificera laget till Elitserien 2011/2012. I premiärmatchen 2011 debuterade Olsson i den högsta ligan. Säsongen slutade med att Tumba (omdöpt till Caperiotumba på grund av ett sponsoravtal) kom sist i tabellen och blev direktnedflyttade till Allsvenskan. Efter en säsong i Allsvenskan blev Olsson värvad 2013 av HK Drott Halmstad, som då var regerande svenska mästare. I Drott spelade Henrik Olsson under två år, med spel i Champions League under den första säsongen. Han återvände sedan till Stockholm för ligakonkurrenten Ricoh HK.
2018 lämnade Olsson för att bli utlandsproffs i franska Tremblay-en-France HB. Efter tre år i Tremblay bytte han klubb i Frankrike till Istres Provence HB.
Från sommaren 2023 är han tillbaka i Sverige på kontrakt med Hammarby IF.

## Meriter
- Silver vid U18-EM 2012 med Sveriges U19-landslag
- Silver vid U20-EM 2014 med Sveriges U21-landslag
- Silver i Svenska cupen 2024 med Hammarby IF